# 庭萱
庭萱（Tingxuan、ティンシュエン、1990年3月19日 - ）は、台湾の歌手、タレント。台湾のアイドルグループPopu Ladyのメンバー。

## プロフィール
- 台中市の出身。身長162cm/体重44kg。
- 兄と姉がおり、3人兄妹の末っ子である。
- 国立高雄餐旅大学エアライン＆トランスポートサービスマネージメント学科に入学後、3年次中華航空のVIPラウンジでの実習中にスカウトされ、現在の事務所と契約した。また、このスカウトには同じ事務所の先輩となる賀軍翔(2014年10月に契約終了)や陳嘉樺からの推薦があった。
- 実習中に見た最も大物の芸能人はアヴリル・ラヴィーンである。
- Popu Ladyのメンバー中では唯一、グループ結成前の芸能活動の経験がない。
- 幼稚園のころから恥ずかしがりであったが、歌うのが好きで小学校のころには、芸能人になることを夢見ていた。
- 大学生のころにはボーイフレンドの誕生日祝いにアメリカまで行ったが、帰りの飛行機の乗り換えの際日本で東日本大震災に遭い、数日空港内に閉じ込められた経験がある。
- きれい好きで宿舎内の自室には髪の毛1本落ちていないほどである。
- アレルギー体質である。
- 母親は客家人であるが、庭萱本人はメンバーの宇珊と同様に客家語はほとんど話せない。
- 泳ぎが得意。
- 高所恐怖症。
- ネズミが苦手。
- 食事のスピードが速いため、食べ過ぎてあとから胃が痛くなることが多い。また好き嫌いが多く、ネギやニラなどは全く食べない。
- 女同士でのキスに抵抗があり、Popu Ladyのメンバーでの共同生活を始めてから、大元などがキスをしようとしてくるのに非常に戸惑ったことがある。また、「好好」のMVでも庭萱のみ唯一メンバー同士でのキスシーンがない。
- 2013年2月、映画『變身』で共演したチェン・ボーリンとの交際を週刊誌に報じられたが、双方ともにこれを否定している。
- 木村拓哉のファンである。
- 2020年、30歳を機に庭萱から庭瑄（読み方は同じ）に改名した[2]。
- 2021年4月25日、Instagramに自身の卵子凍結保存の動画を公開した[3]。

## メディア出演

### ドラマ
| 時期   | 番組名       | 配役                   |
| ------ | ------------ | ---------------------- |
| 2013年 | 美人龍湯     | 龍天賀の学生時代の後輩 |
| 2016年 | 浮士德的微笑 | 潘育男                 |
| 2017年 | 我的未來男友 | 陸小涼                 |

### 映画
| 時期   | 作品名 | 配役           |
| ------ | ------ | -------------- |
| 2012年 | 變身   | 靜芬(ヒロイン) |